# بردية أبوت
بردية أبوت تُعد وثيقة سياسية مهمة تتعلق بسرقات المقابر خلال الأسرة المصرية العشرين في عصر الدولة الحديثة. كما تُقدم رؤى حول الفضيحة بين الخصمين باورعا و باسر في طيبة.
بردية أبوت محفوظة ومُصانة في المتحف البريطاني تحت الرقم 10221. المالك أو المُكتشف الأصلي للبردية غير معروف، لكن تم شراؤها عام 1857 من الطبيب هنري ويليام تشارلز أبوت من القاهرة، ومن هنا جاء اسم "بردية أبوت".
تعود البردية إلى الأسرة المصرية العشرين حوالي سنة 1100 قبل الميلاد، خلال حكم رمسيس التاسع في سنته السادسة عشرة. وفقًا لـتوماس اريك بييت، محتوى البردية يغطي فترة زمنية مدتها أربعة أيام من اليوم الثامن عشر إلى اليوم الحادي والعشرين من الشهر الثالث لموسم الفيضان، أخِت.
تبلغ أبعاد بردية أبوت 218 سنتيمتر (86 بوصة) عرضًا و42.5 سنتيمتر (16.7 بوصة) طولًا. وهي مكتوبة بالخط الهيراطيقي. تتكون الوثيقة الرئيسية من سبع صفحات على الوجه الأمامي، وعلى الوجه الخلفي توجد قائمتان للّصوص، تُعرفان باسم "ملاحق أبوت". والوثيقة بحالة ممتازة.

## المحتوى
تتناول بردية أبوت سرقات المقابر، لكن المعضلة الأساسية تكمن في الفضيحة بين الخصمين باسر، عمدة الضفة الشرقية لطيبة، وباورعا، عمدة الضفة الغربية لطيبة. وفقًا لبيت، كُتبت البردية من وجهة نظر باورعا. كما ذُكر، يتضمن محتوى البردية وصفًا لأحداث أربعة أيام بين اليوم الثامن عشر والحادي والعشرين من الشهر الثالث لموسم الفيضان في السنة السادسة عشرة من حكم رمسيس التاسع.

### اليوم الثامن عشر
تصف بردية أبوت عملية تفتيش للمقابر التي ادّعى باورعا أنها تعرضت لانتهاكات. قامت اللجنة بتفتيش عشرة مقابر ملكية، وأربعة مقابر لعازفات معبد "المكرمة الإلهية"، وأخيرًا مقابر المواطنين في طيبة. كانت نتيجة التفتيش أن مقبرة الملك سوبك ام ساف الثاني، واثنتان من مقابر عازفات المعبد الأربعة، وجميع مقابر المواطنين قد تعرضت للانتهاك.

### اليوم التاسع عشر
تشير البردية إلى تفتيش آخر للمقابر في وادي الملكات ومقبرة الملكة إيزيس. الذين كانوا مسؤولين عن التفتيش أحضروا معهم نحّاسًا يُدعى "بيخارُو" من معبد أوسيماري مري آمون (مدينة هابو)، والذي اعترف في السنة 14 بسرقة مقبرة إيزيس ومقابر أخرى في وادي الملكات. أثناء التفتيش، فشل النحاس في تحديد المقابر التي انتهكها حتى بعد تعرضه للضرب. وأمضى بقية اليوم في البحث، لتُظهر النتائج أن المقابر لم تُنتهك. في نفس اليوم، أُقيم احتفال لعدم تعرض المقابر للتخريب، لكن باسر اعتبر الاحتفال إهانة له، وأعلن عزمه رفع خمس تهم إلى الفرعون ضدهم.

### اليوم العشرون
تصف البردية محادثة بين باورعا والوزير خعمواست، انتهت بفتح تحقيق في التهم الخمس التي ادّعى بها باسر.

### اليوم الحادي والعشرون
عُقدت المحكمة الكبرى في طيبة. بعد فحص التهم المقدمة من باسر بشأن أحداث اليوم التاسع عشر، واستجواب النحاس، أُسقطت مصداقية باسر.

## الروابط
تُعد بردية أبوت جزءًا مهمًا من المحاكمات السياسية المتعلقة بسرقات المقابر. تُكمل بردية أبوت مع بردية ليوبولد الثاني الصورة العامة لسرقات مقابر الأسرة العشرين في عهد رمسيس التاسع. تربط البرديتان بحادثة مقبرة الملك سوبك مساف، حيث وصفت بردية أبوت حالة المقبرة، بينما وثّقت بردية ليوبولد الثاني اعترافات اللصوص.

## النظريات
من بين أول العلماء الذين درسوا بردية أبوت كان توماس إريك بيت.
- يرى هيربرت يوستس وينلوك أن اللجنة فتشت المقابر من الشمال إلى الجنوب.
- يعتقد بيت أن التقارير النهائية للتفتيش شابها التحيز، لأن مقبرة الملكة إيزيس وُجدت مُنتهكة بعد عام.
- طوّر جان كابارت وألان جاردنر وب. فان دي فال النظرية القائلة بأن بردية ليوبولد الثاني هي النسخة المكملة لبردية أبوت؛ إذ وجدوا تطابقًا تامًا في الأبعاد والخط.